# Toulon Voiles de Légende 2013
Toulon Voiles de Légende 2013 est un rassemblement de grands voiliers organisé à la base navale de la Vieille darse dans la rade de Toulon, en mer Méditerranée durant la seconde édition de la Mediterranean Tall Ships Regatta. C'est une des éditions de l'événement Toulon Voiles de Légende.

## Présentation
Le port de Toulon accueille pour la deuxième fois, du 27 au 30 septembre, une étape de la Tall Ships' Races  lors de l'étape française de la Mediterranean Tall Ships Regatta 2013.
Cette course de grands voiliers se déroule en deux étapes :
- La première  démarre de Barcelone le 21 au 24 septembre pour arriver à Toulon,
- La seconde démarre de Toulon pour arriver à La Spezia le 4 au 7 octobre 2013.

Résultat de la première course :
- Classe A : 1er Mir  Russie ; 2e Royal Helena  Bulgarie ; 3e La Grace  République tchèque
- Classe B : 1er Pandora  Italie ; 2e Johanna Lucretia  Royaume-Uni ; 3e Ciutat Badalona  Espagne
- Classe C : 1er Femme fatale (Hongrie) ; 2e Spirit of Oysterhaven (Irlande) ; 3e Galaxie (Espagne)
- Classe D : 1er Miles to go (Belgique) ; 2e Akela (Russie) ; 3e Moondance of Carrick (Irlande)

## Festivités
Pour l'escale de la course 2013 cette nouvelle édition propose de nombreuses festivités : des bagad (comme celui du Centre d'instruction naval de Saint-Mandrier) et fanfares, des concerts, des spectacles de rue, sons et lumières, du cinéma en plein-air, un village de plus de 5 000 m2 avec des multiples animations et des espaces de restauration...Certains bateaux proposent des visites à leur bord du 27 au 29 septembre...
L'arrivée des grands voiliers est prévue entre le 26 et 27 septembre.
Le 27 septembre au matin se déroule une cérémonie d'ouverture.
La parade des équipages est prévue le 28 septembre, de l'avenue de la République à la Place d'Armes. Démonstrations et manœuvres de Yole de Bantry par l'association JEMVAR.
Le 30 septembre en matinée une parade nautique clôture cet événement avant le départ de la 2° étape de la course au large de Porquerolles.

## Bateaux inscrits
Classement des bateaux selon la STI (Sail Training International).

### Classe A
Voiliers à phares carrés et autres de plus de 40 mètres de longueur de coque.

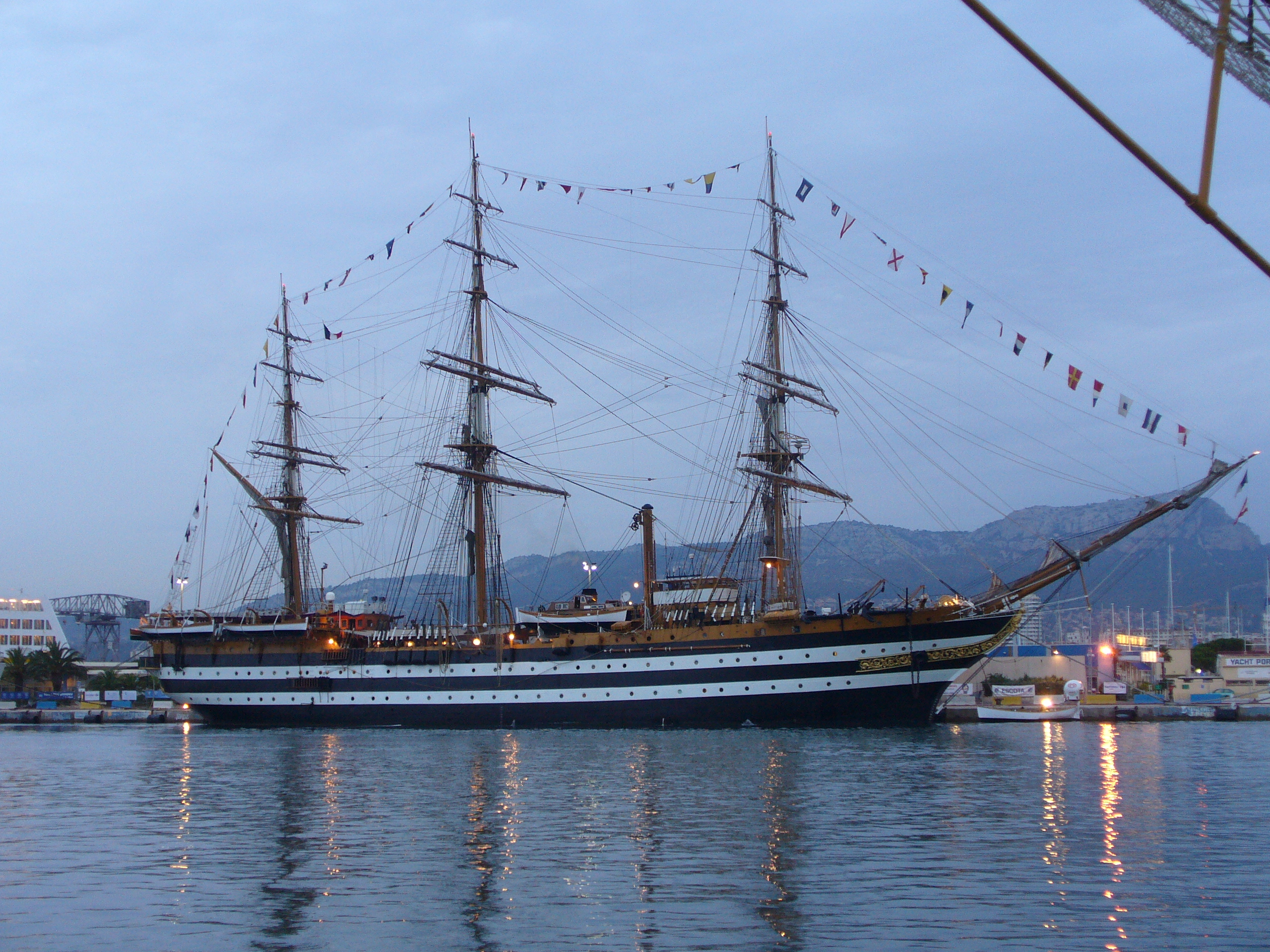
Toulon de Voile de légende Amerigo Vespucci

- Alexander Von Humboldt II (2011), trois-mâts barque  Allemagne
- Amerigo Vespucci (1931), trois-mâts carré  Italie
- Belem (1896), trois-mâts barque  France
- Cervantes Saavedra (1934), trois-mâts goélette  Espagne
- Gulden Leeuw (1937), goélette à trois mâts  Pays-Bas
- Kruzenshtern (1926), quatre-mâts barque  Russie
- La Grace (2010), brick  République tchèque
- Mir (1987), trois-mâts carré  Russie
- Pogoria (1980), trois-mâts goélette  Pologne
- Royal Helena (2009), brigantin  Bulgarie
- Santa Eulàlia[4] (1918) goélette à trois mâts  Espagne
- Santa Maria Manuela (1937) quatre-mâts goélette Portugal

### Classe B
Voiliers à gréement traditionnel, moins de 40 mètres de longueur de coque et plus de 9,14 mètres de longueur de flottaison.

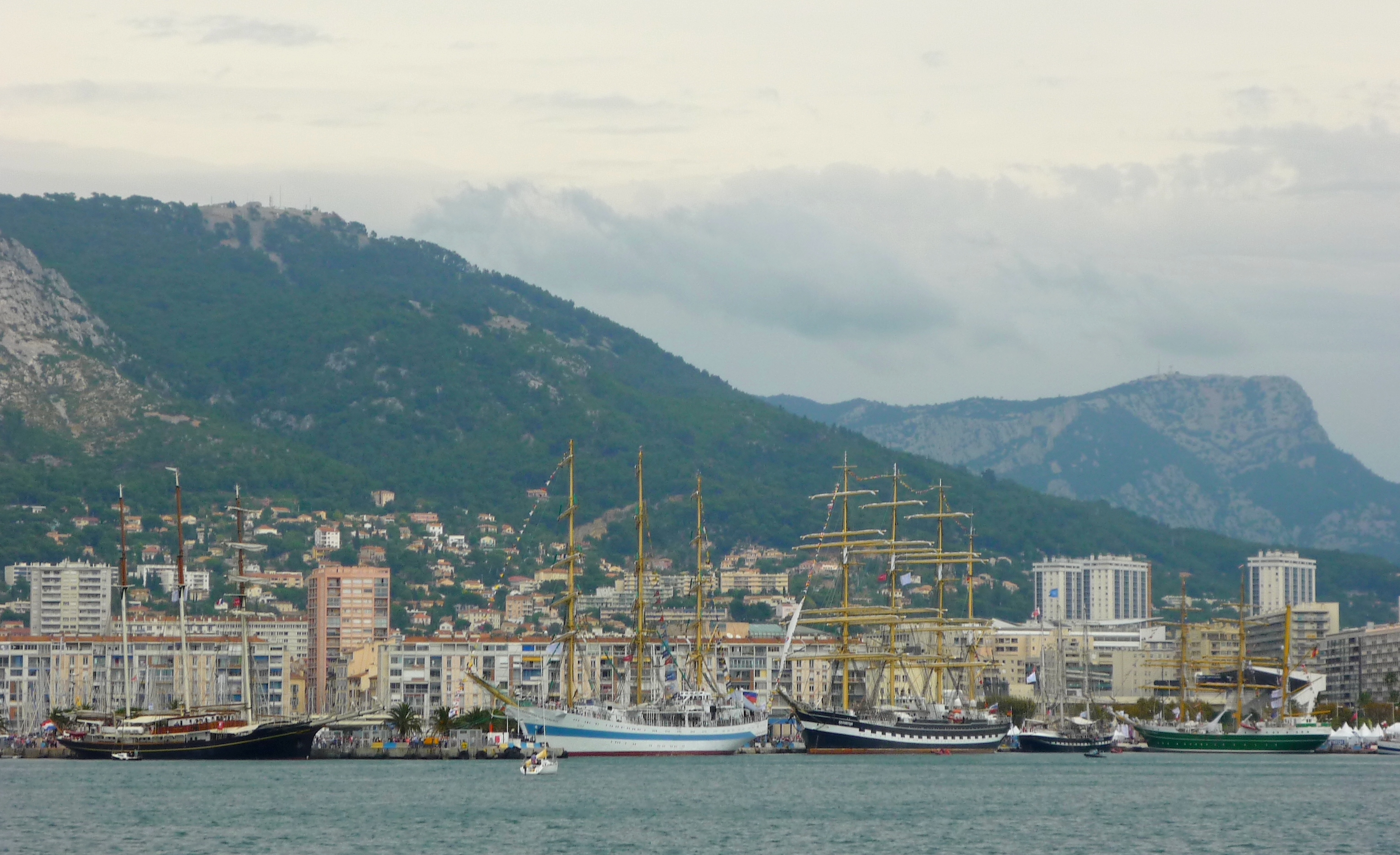
Toulon Voile de Légende 2013

- Adornate[5] (1961), goélette  Roumanie
- Atyla[6] (1984), goélette  Espagne
- Bodrum (2001), goélette  Turquie
- Ciutat Badalona  (1929), ketch  Espagne
- Far Barcelona (1874), goélette  Espagne
- Johanna Lucretia (1945), goélette à hunier  Royaume-Uni
- La Recouvrance (1992), goélette à hunier  France
- Pandora (1994), goélette  Italie

### Classe C
Voiliers à gréement moderne sans spinnaker, idem Classe B.
- Femme Fatale (2002), sloop  Hongrie
- Galaxie (1979), ketch  Espagne
- Hoëdic[7] (1953), ketch  France
- JLD'A[8] (1947), ketch  France
- Spirit of Oysterhaven (1972), goélette  Pays-Bas
- Tartessos (1985), ketch bermudien  Espagne

### Classe D
Voiliers à gréement moderne avec spinnaker, idem Classe B.
- Aldebaran (2012), yawl  France
- Akela (1985), sloop  Russie
- Bellatrix  (2006), ketch  France
- Cybèle (2012), sloop  France
- Killil (2013), sloop bermudien  Russie
- Miles to Go (1988), sloop  Belgique
- Moondance of Carrick (2006), sloop bermudien  Royaume-Uni
- Orsa Maggiore (1994), ketch  Italie
- Patriac'h (1975), ketch  France
- Stella Polare (1965), yawl  Italie
- Thaïs (1988), sloop  France
- Vityaz (1971), yawl bermudien  Russie
- Windswept of Breizh (1979), sloop  France